# هارولد ستيفنز (لاعب كرة قدم أمريكية)
هارولد ستيفنز (بالإنجليزية: Harold Stephens)‏ هو لاعب كرة قدم أمريكية أمريكي، ولد في 30 أكتوبر 1938 في Caps, Texas ‏ في الولايات المتحدة.

## وصلات خارجية
- هارولد ستيفنز على موقع مرجع كرة القدم المحترفة.كوم (الإنجليزية)
- هارولد ستيفنز على موقع JustSportsStats.com (الإنجليزية)